# Ahmad Ebādi
Ahmad Ebādi (persisch احمد عبادی; * 1906 in Teheran; † 14. März 1993 ebenda) war ein iranischer Setarspieler.
Ebādi entstammte einer Musikerfamilie. Sein Großvater Ali Akbar Farahani ebenso wie sein Vater Mirza Abdollah und sein Onkel Mirza Hossein Gholi waren Tarspieler. Bereits als Siebenjähriger begleitete er seinen Vater auf der Tombak. Er wurde von seinen beiden Schwestern und seinem Vater im Setarspiel unterrichtet. 1924 hatte er seinen ersten öffentlichen Auftritt als Begleiter des Sängers Moluk Zarrabi.
In der Folgezeit bis 1942 arbeitete Ebādi in der Verwaltung von Teheran und später im Kultusministerium. Danach wirkte er zehn Jahre lang in Dawud Pirnias Radiosendung Golha-ye javidan mit, was ihm ermöglichte, ein großes Publikum für die Setar zu gewinnen. 1958 gab er ein Konzert in Paris und trat danach in mehreren anderen europäischen Ländern auf. In Persien gab er bis 1979 regelmäßig Konzerte. Mit seinem Stil, der sich vom traditionellen durch ein deutlich geringeres Tempo und schärfere Kontraste in Klang und Intensität unterschied, wirkte er prägend auf die iranischen Instrumentalisten der Zeit zwischen 1950 und 1980.

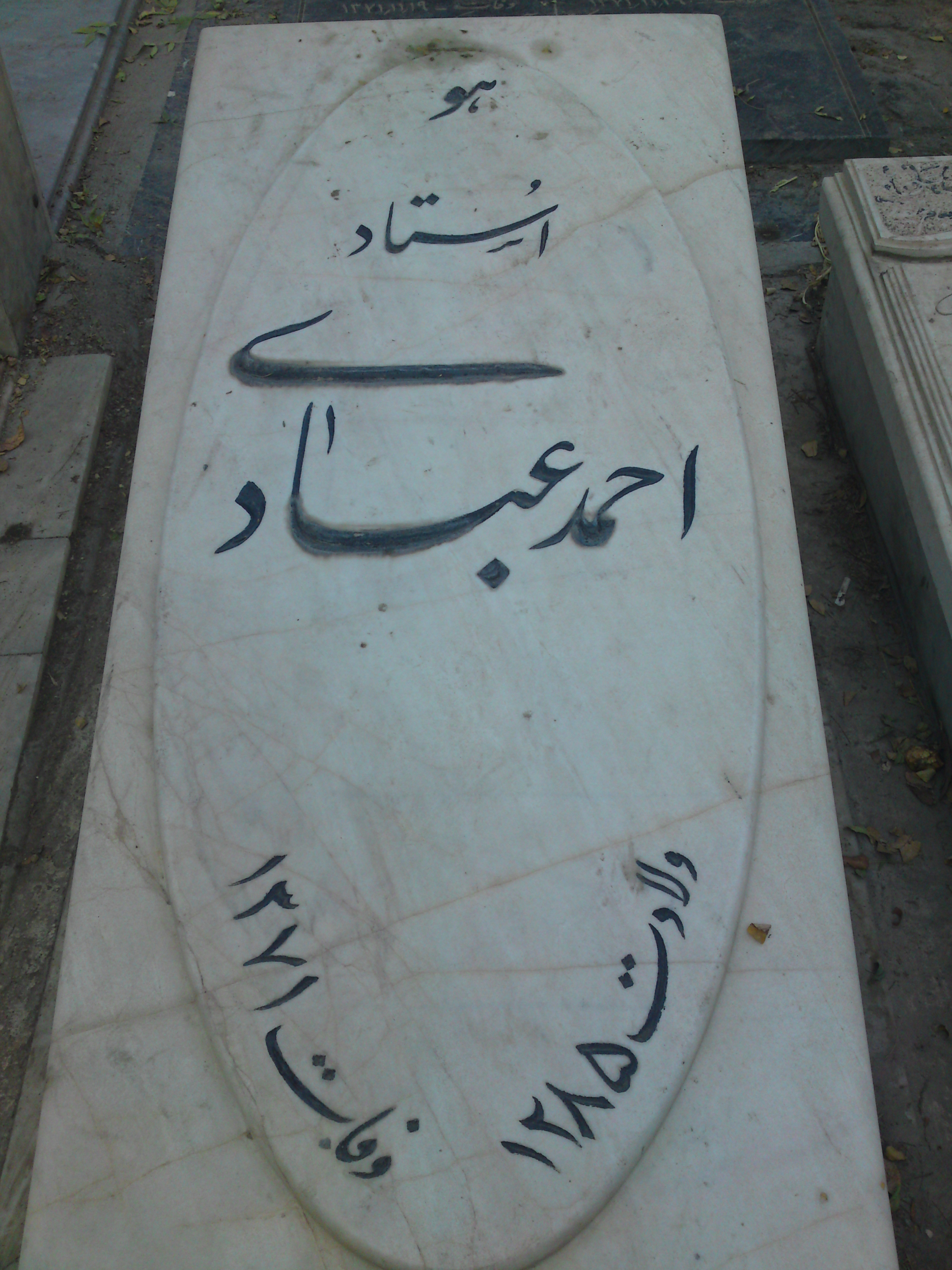
Grabstätte auf dem Imamzadeh Taher (Karaj)